# Vincent Seux
Pour les articles homonymes, voir Seux (homonymie).
Vincent Seux, né le 30 juillet 1816 à Marseille et décédé le 4 septembre 1883 à Marseille, est un médecin français.

## Biographie
D'une famille de médecins, petit-fils du Dr Vincent Seux (1761-1844), président de la Société de médecine de Marseille, Louis Marie Honoré Vincent Seux est le fils du Dr Jules Joseph Hyacinthe Seux et de Marie Madeleine Baptistine Boyer (fille du négociant et armateur Honoré Boyer et de Claire Ferrandy, nièce des abbés Barthélemy Boyer et Benoît-Marie Boyer, et petite-nièce de l'amiral Jean Gaspard de Vence). Il épouse Elvire Salavy, petite-fille de Jean-Honoré Salavy.
Il suit ses études à la faculté de Marseille, faculté de médecine de Montpellier et à celle de Paris, où il est reçu docteur à l'âge de vingt-et-un ans avec une thèse remarquée sur une maladie qui n'avait pas encore été classée d'une marnière définitive : l'angine folliculaire.
Médecin à Marseille, il devient médecin-chef de l'Hôtel-Dieu de Marseille et des hôpitaux de Marseille en 1867.
Il est également professeur à l'École de médecine de Marseille et directeur de l'École de médecine et de pharmacie de Marseille.
Il était membre de l'Académie de médecine (correspondant national pour la division d’anatomie et physiologie), président de l'Association médicale des Bouches-du-Rhône, secrétaire général et vice-président de la Société impériale de médecine de Marseille, membre de la Société médicale des hôpitaux de Paris, de l'Académie des sciences et lettres de Montpellier, de la Société impériale de médecine de Bordeaux, de la Société impériale de médecine de Lyon.

## Distinctions
- Chevalier de l'ordre de Saint-Grégoire-le-Grand
- Chevalier de la Légion d'honneur

## Publications
- Essai sur une variété d'angine chronique, 1837
- Notice historique sur la Société royale de médecine de Marseille, 1846
- Impressions médicales d'un voyage dans les Pyrénées pendant l'été de 1845, 1846
- Visite aux enfants crétins de l'Abendberg, dans le canton de Berne, 1852
- Recherches sur les maladies des enfants, nouveau-nés (céphalaematome), 1863
- Le Choléra dans les hôpitaux civils de Marseille, pendant l'épidémie de 1865, 1866
- Des Circonstances qui peuvent avancer ou retarder, après l'accouchement, l'époque de la réapparition des règles, 1868
- Le choléra, à propos du livre de M. le Dr Fauvel, 1869
- Mogador et son climat, 1870
- Du positivisme dans la science, 1872
- Lettre à M. le Dr Sales-Girons,... sur l'organisation de la matière et sur la maladie, 1872
- Encore quelques mots sur la contagion du choléra épidémique, 1873
- De certaines manifestations morbides survenues pendant le rhumatisme et en particulier de pleurésie rhumatismale, 1878

## Sources
- Joseph-Siméon Roux, Éloge de M. le Dr Vincent Seux, directeur de l'École... de médecine et de pharmacie de Marseille, 1885
- Index biographique des membres, des associés et des correspondants de l’Académie de Médecine, 1820-1990, Paris, 1991
- Paul Masson, Les Bouches-du-Rhône: encyclopédie départementale, Volume 11, Archives départementales des Bouches-du-Rhône, 1913